# セルジュ・コミッショーナ
セルジュ・コミッショーナ（Sergiu Comissiona, 1928年6月16日 – 2005年3月5日）は、ルーマニア出身の、アメリカ合衆国の指揮者・ヴァイオリニスト。力強さと繊細さを兼ね備えた熟練の棒捌きに定評があった。

## 人物・来歴
1928年、ルーマニアのブカレストに生まれ、5歳でヴァイオリンの学習を開始。10代にしてルーマニア国立合奏団のヴァイオリン奏者に迎えられる。その後、コンスタンティン・シルヴェストリとエドゥアルト・リンデンベルクに指揮法を学び、17歳で指揮者デビューを果たす。1955年から1959年までルーマニア国立歌劇場の指揮者に任命された。
1959年に共産党政権を避けてイスラエルに亡命。1960年にラマト・ガン室内管弦楽団を設立して、1967年までその監督を務めるかたわら、1959年から1966年までハイファ交響楽団も指揮した。1965年にフィラデルフィア管弦楽団を指揮して米国デビューを果たす。1968年より米国に移住。
その後は、1966年から1977年までイェーテボリ交響楽団の音楽監督に、1982年にはオランダ・ヒルフェルスムのオランダ放送フィルハーモニー管弦楽団の首席指揮者に就任。他にも、北米各地の主要なオーケストラの音楽監督に迎えられており、ボルティモア交響楽団、ヒューストン交響楽団、ヴァンクーヴァー交響楽団、ヘルシンキ・フィルハーモニー管弦楽団の首席指揮者のほか、ニューヨーク・シティ・オペラの音楽監督も担当した。
1969年よりボルティモア交響楽団の音楽監督として15年を過ごす間に、当時まだ無名の楽団だったこのオーケストラを、国際的に評価されるアンサンブルへと育て上げ、世界各地に演奏旅行に連れ出すとともに、最初の数々の録音を指揮した。オーケストラビルダーとしての評判の高さから、アジア・ユースオーケストラ（AYO）やスペインのRTVE交響楽団の音楽監督にも迎えられている。
1976年7月4日に妻とともに市民権を取得し米国に帰化。長年ニューヨーク市に住んでいたが、2005年3月5日にオクラホマ・シティにおいて、演奏会を数時間後に控えて、心臓発作により急逝した。76歳没。
近現代の音楽の米国初演や世界初演を実現させ、中でもアラン・ペッテションを得意とした。ペッテションの《交響曲 第9番》はコミッショーナに献呈されている。フランス政府よりフランス文化勲章（シュヴァリエ章）を、ニューイングランド音楽院より名誉博士号を授与され、またスウェーデン王立音楽院の名誉会員に選任されたほか、ボルティモア交響楽団主催の新進指揮者コンクールの設立にも加わった。